# Xanthosoma pottii
Xanthosoma pottii är en kallaväxtart som beskrevs av Eduardo G. Gonçalves. Xanthosoma pottii ingår i släktet Xanthosoma och familjen kallaväxter. Inga underarter finns listade.